# British Broadcasting Corporation
The British Broadcasting Corporation (din engleză Corporația Britanică de radiodifuzare), cu acronimul frecvent utilizat BBC, este una din cele mai mari companii de televiziune din lume și cea mai importantă companie de televiziune britanică, finanțată din bani publici. 
BBC World Service (sau BBC WS) transmite în 33 de limbi, după cum urmeză: albaneză, arabă, azeră, bengali, birmaneză, engleză pentru Caraibe, cantoneză, franceză pentru Africa, hausa, hindi, indoneziană, kinyarwanda/kirundi, kirkiză, macedoneană, mandarină, nepaleză, pashto, persană, portugheză (pentru Brazilia), română, rusă, sârbă, sinhaleză, somaleză, spaniolă pentru America latină, swahili, tamilă, turcă, ucraineană, urdu, uzbecă și vietnameză.
Radio BBC WS poate fi ascultat pe unde scurte, pe FM în 154 de capitale ale lumii, iar o selecție de programe este preluată de aproape 2.000 de posturi FM și de unde medii în toată lumea.

## BBC în România
Redacția în limba română a BBC WS și-a început transmisiile la 15 septembrie 1939. La data de 25 iunie 2008, BBC World Service a decis să închidă redacția sa în limba română. Radio BBC România, care a transmis aproape 4 ore pe zi și avea o pagină de internet proprie, și-a încetat emisia la 1 august 2008, după 68 de ani de activitate neîntreruptă.
Decizia a survenit în urma unei reevaluări a structurii BBC World Service din perspectiva bugetului instituției, stabilit în acord cu guvernul britanic în octombrie 2007, pentru anii 2008 - 2011.
Cele 4 frecvențe FM ale BBC din România și cea din Republica Moldova, care au difuzat și programe în limba română, urmau să continue să transmită exclusiv programe în limba engleză în România și în engleză, rusă și ucraineană în Republica Moldova, în măsura în care autoritățile media o vor permite.
Redacția în limba română a fost ultima din BBC World Service într-o altă limbă decât limba engleză, care a transmis într-o țară membră a Uniunii Europene.
La 4 ianuarie 2016, BBC Entertainment și-a încetat emisia în România.

## Critici
BBC a fost aspru criticat în ultimii ani din cauza salariilor uriașe pe care le plătește prezentatorilor săi, precum Jeremy Clarkson și Graham Norton.
Poziția politică a BBC-ului a fost și ea, adesea criticată, spre exemplu, după ce a trimis la Războiul HAMAS - Israel din 7 octombrie 2023 reporteri musulmani simpatizanți ai islamismului radical, ziarul britanic The Telegraph a publicat cercetări privind poziția extrem de unilaterală a BBC, sub titlul "BBC 'breached guidelines 1,500 times' over Israel-Hamas war". 